# Gabrielle de Livron-Bourbonne
Gabrielle de Livron-Bourbonne (1585-1662) reste la plus célèbre des abbesses du monastère de Juvigny.

## État civil
Gabrielle de Livron-Bourbonne est née un jeudi, « le douzième de Septembre 1585, au château de Bourbonne en Bassigny ; elle fut la troisième fille de ses parents » et elle mourut « le neuvième de Juin 1662, à six heures du soir, un vendredi, étant âgée de soixante et dix-sept ans. »

## Armes familiales
Ses armoiries sont : « d'argent à 3 fasces de gueules, au franc canton d'argent chargé d'un roc d'échiquier de gueules » (armes de son père) et « d'argent à 3 chevrons de gueules » (armes de sa mère).

## Généalogie
Elle était la fille de Erard de Livron, baron de Bourbonne, chevalier de l'ordre royal du Saint-Esprit, grand maitre d'hôtel du duc de Lorraine, gouverneur de Coiffy, et de Gabrielle de Bassompierre, dame de Ville sur Illon. Son grand père était François II de Livron (fils de François I de Livron et de Claude de Roy ; petit-fils de Bertrand de Livron et de Françoise de Bauffremont) ; sa grand-mère était Bonne du Châtelet (fille de Nicole de Lenoncourt et de Erard du Châtelet, seigneur de Vauvillers, Montureux sur Saône, Demangevelle, etc). L'un de ses trois frères, Charles de Livron, époux d'Anne d'Anglure de Savigny (fille de Charles-Saladin, vicomte d'Étoges) fut capitaine de 50 chevaux, enseigne des gens d'armes de Marie de Médicis, et maréchal de camp, tandis que François, était « abbé de La Chalade, prieur de Relange, de Frauville et de Bouchecourt, et pourvu par le roi de l'abbaye d'Ambronay-en-Bresse ». Sa sœur Catherine fut abbesse d'Épinal, et une autre, Dame de Remiremont. Parmi ses nièces, Marie-Françoise fut abbesse de Saint-Eustase à Vergaville et Catherine-Marie lui succéda à l'abbaye de Juvigny. Enfin, une autre de ses nièces était "Anne de Livron, dame de Ville, alliée en premières nopces à Jean baron de Berne au païs de Juliers, général de bataille et gouverneur de Montmédy pour le service du roy d’Espagne."… Pourtant Madame de Livron "ne parlait jamais de la grandeur de sa famille ni de rien qui lui pût attirer l’estime du monde."

## Éducation
"À l'âge de cinq ans," elle est mise "dans l'un des 4 collèges* où l'on élève les filles de qualité du pays", chez Madame Yolande de Bassompierre, sa tante, abbesse d'Épinal. Elle y reçoit une éducation soignée et une solide formation intellectuelle, artistique et morale. Et c'est au cours d'une leçon de danse, "comme on lui apprenait tous les exercices des demoiselles et qu'elle avait même des maîtres pour la danse," qu'elle réalise « le néant et la vanité » de l'existence et qu'elle décide de se lancer dans une aventure spirituelle autrement exigeante, exaltante et valorisante. "Elle demeura chanoinesse dans cette église jusqu'environ sa quatorzième année", puis résolut de se retirer dans l'abbaye des Dames de Juvigny

## Novice et moniale
Là, elle est "reçue par Madame Catherine de Lenoncourt, abbesse du même monastère", le 9 octobre 1601, comme novice. Et, un an plus tard, le 9 octobre 1602, "fête de saint Denis, apôtre de France," elle prononce ses vœux, « délivrée de la Babylone du siècle. » Elle y passe six ans « d'une manière si édifiante, et l'on remarqua en sa personne un esprit si judicieux, une humeur si égale et si obligeante » qu'elle est choisie pour abbesse, malgré sa jeunesse, le 16 avril 1608. Bientôt après, un notaire apostolique vint ordonner « aux dames religieuses et aux personnes de leur dépendance, de lui rendre l'obéissance, le respect et la soumission. »

## Abbesse
Ainsi, à son élection, Madame de Livron se retrouve à la tête d'une abbaye « où il n'y avait point de communauté que pour le chœur », et avec « quantité de procès d'importance sur les bras. » De plus, "les titres anciens étaient perdus, les biens aliénés." Enfin, « la jeune abbesse ne trouva que 10 écus d'argent monnayé » pour toutes finances !

### Restauration des bâtiments conventuels
Méthodiquement, se révélant remarquable femme d'affaires et d'entreprise, elle "commença par terminer les procès, recherchant les papiers qui pouvaient la rétablir dans ses droits supprimés et retirer les terres que l'on avait usurpées."  Par ailleurs, " l'enceinte de la Maison étant fort étroite," elle remembra et racheta les masures, jardins, terrains et propriétés privées, qui empiétaient sur le domaine de l'abbaye, pour pouvoir l'enclore et la dégager hors du bourg, "en sorte qu'on peut maintenant faire le tour des murailles," qu'elle fit progressivement édifier, d'abord en les élevant "de 7 pieds seulement de hauteur [2 mètres]" ; puis "quelques années après, elle les éleva encore d'autant [4 mètres]" ; et pour finir "elle les mit dans l'état où elles sont à présent [6 mètres]," pour petit à petit habituer "des filles qui appréhendaient la clôture". En même temps, elle faisait abattre "les bâtiments chétifs et très peu conformes" à l'idéal monastique pour faire reconstruire une abbaye moderne, "belle et commode". Quant à l'église abbatiale, qu'elle n'avait pas bâtie, "elle l'a presque réédifiée toute entière".

### Restauration de la Règle conventuelle
Sur le plan spirituel, Madame de Livron rétablissait peu à peu la Règle bénédictine et réformait tous les abus, interdisant l'entrée du cloître aux hommes, réorganisant la vie en communauté, instaurant le silence et le recueillement, instituant la lecture du bréviaire monastique, faisant adopter un habit uniforme « plus simple et plus convenable à la pauvreté religieuse », invitant ses filles à « l'entière séparation du monde (On posa des grilles partout qui sont des plus rigides. On fit des doubles portes de clôture à 3 clefs différentes.) » et, chacune ayant renoncé à sa prébende et ses revenus, ainsi qu'à ses "offices [charge, fonction] qui pour lors étaient à vie," elle acheva de "les réduire à une sainte docilité."  Alors, "l'an 1629, samedi premier jour de Décembre... et le lendemain, premier dimanche des Avents, Madame de Juvigny" revêtit « les habits de la Réforme » et prit "aussi le nom de Scholastique, qu'elle porta toujours depuis. Ensuite elle reçut le vœu de clôture de Mesdames ses filles et leur donna l'habit nouveau"... À sa mort, 33 ans plus tard, « elle laissa une communauté de 50 filles dans une parfaite concorde : elles étaient toutes élevées de sa main, n'ayant qu'un même cœur et un même esprit. »

### Nouvelle vie monacale
"La situation de l’abbaye, qui est au milieu de la campagne, obligea" Madame de Livron de tempérer un peu la sévérité de la Règle pour ses moniales, aussi « elle leur toléra, à la vérité, l’usage de la viande et leur permit de ne se lever pour matines qu’à 3 heures, mais elle fonda sa réforme sur une grande retraite, un profond silence, un recueillement continuel, un détachement parfait des créatures, et si grand, qu’il y a dans sa Maison des religieuses qui passent des trente années sans aller au parloir. Elle bannit des offices divins les orgues, les instruments et la musique… Elle fit tendre un rideau devant le balustre afin que les séculiers fussent séparés des religieuses pendant [les cérémonies à l’église]. »

### Une réformatrice avisée
La Réforme mit du temps à s’imposer car « la prudente bergère n’osait presser ses brebis de marcher plus vite, appréhendant qu’étant encore faibles elles ne succombassent en chemin. » Comme pour la clôture qu’elle avait fait élever progressivement, Madame de Livron imposa les changements par degrés, introduisant subtilement chaque nouvelle règle en son temps et modifiant le règlement insensiblement, associant ses compagnes à la mise en place des exercices de la réforme et préparant, dès le 1er décembre 1629, une jeune génération qui serait la relève idéale, car ce jour-là "elle revêtit aussi 4 novices qu’elle avait disposées pour être comme les nouvelles plantes de ce jardin céleste." Et la communauté, totalement renouvelée en 1662, passa, en 54 ans de son gouvernement, des 12 anciennes moniales qui l’entouraient et qui avaient fondé avec elle la nouvelle abbaye, à 50 religieuses, « toutes élevées de sa main » !

### Une femme admirable...
L’oraison funèbre de cette abbesse tourne à l’hagiographie et les écrits de son époque, à l’éloge, témoignant d’une femme exceptionnelle, « accomplie de corps et d’esprit », tant par « la beauté de son visage » que par ses qualités de cœur ou autres traits de son caractère.
- par pensées, par paroles et par actions

"Elle était d’une humeur aisée, douce, honnête, égale, complaisante," mais sans flatterie. "Sa conversation -si sage et si discrète- était fort agréable : elle avait ce caractère qui se fait aimer. Sa parole était sérieuse, quoiqu’elle ne fût pas désagréable." Irréprochable, « elle n’avait rien de léger dans sa conduite », toute de « respect » et de « retenue. » "Elle agissait sans détours, sans déguisement, sans feintise : tout était simple, candide, franc et noble en cette excellente fille," « sincère » et « ennemie de la duplicité » et pourtant pleine de prudence.
- éloquente éloquence.

Que ce soit pour plaider la cause de son abbaye, lors de ses procès, pour en rétablir ses droits ou pour y instaurer sa Réforme, quand, « ayant parlé en présence des Princes et de tous les Grands », elle s’exprima avec « une éloquence si divine » !… Que ce soit pour servir les miséreux, lorsque « elle plaida leur cause auprès des gouverneurs et principalement auprès de Monsieur le comte de Charot [qui] prenait un tel plaisir de l’entendre faire l’office d’avocate des pauvres qu’il ne la rebutait jamais. » … Ou bien qu’elle persuadât ses religieuses de tenter de nouvelles aventures spirituelles plus engageantes… Ou même qu’on la forçât, elle, « une fille -et une fille voilée- [de] paraître au milieu de 2 armées sur le point de se combattre et d’aller chercher 2 prisonniers (qu’elle ramena en effet)… et de les aller demander » au maréchal de Châtillon qui « ne crut pas assurément lui devoir refuser une grâce qu’elle avait achetée bien cher ! » … Toujours, Madame de Livron « parla[it] d'une manière si forte et si honnête » qu'elle ralliait tous les esprits et subjuguait tous les cœurs.
- Pauvreté

Elle vivait dans un grand dépouillement, « se contentant des simples meubles d’un pauvre religieuse, ce qui était fort rare en ce temps-là. » Et, « dès le commencement de sa régence, elle rejeta les meubles précieux, la vaisselle d’argent et les autres choses ordinaires aux personnes de son rang : elle se réduisit à l’usage commun des sœurs, portant des habits très vieux. » Elle s’abaissait volontiers aux humbles travaux communs : « servir à la cuisine et au réfectoire, laver la vaisselle, balayer la maison, porter du bois aux offices, travailler au jardin. » Ayant toujours vécu simplement, pauvrement, après sa mort, on ne trouva dans sa cellule, aucun objet à emporter comme souvenir.
- Discipline et obéissance

Une fois qu’elle fut investie de l’autorité abbatiale, sous sa crosse est rétablie une beaucoup plus stricte Observance : "Presque aussitôt qu’elle fut maîtresse de la Maison," elle se montra d’une volonté et d’une résolution inébranlables, déterminée à "mettre tout en usage pour obliger les religieuses de vivre conformément à leur profession et nullement selon la relâche de celles qui les avaient précédées… Elle ne voulait pas que l’on se contentât d’obéir de l’extérieur, elle demandait la soumission du jugement et de la volonté" et "que l’obéissance soit humble, sans réplique ni contradiction." Mais "elle employait toujours la douceur."
- Un esprit rétrograde, archaïque et dogmatique ?

Après les guerres de Religion, le Siècle de Louis XIV est loin d’être le Siècle des Lumières : l’obscurantisme et le fanatisme marquent alors encore bien des esprits : "La foi de notre abbesse était vive, ferme, simple, ennemie des curiosités et des nouvelles opinions. Elle disait ordinairement que moins elle avait de vue et plus elle croyait." En matière d’enseignement des Écritures, Madame de Livron ne supportait pas d'ailleurs la contradiction : "Elle ne souffrait point qu’on blâmât les prédicateurs, ni qu’on examinât leur manière de s’expliquer." Cloîtrée derrière de hautes murailles, l’abbesse de Juvigny vivait aussi enfermée dans des convictions rigoureuses : "Elle vivait alors de la Foi ; elle n’avait point d’autre lumière et ce flambeau, tout obscur et tout aveugle qu’il est, était le guide très sûr qui la conduisait au milieu d’un chemin si difficile…" Cet esprit de soumission, qu’elle exigeait des autres et d’elle, devait marquer durablement toute la future histoire de l’abbaye.
- Passion et compassion

D'un cœur débordant de compassion et de charité, "elle ne méprisa jamais les pauvres ni les misérables, elle les consolait par la douceur de ses paroles et par les effets de sa charité… Pendant que les grains étaient les plus rares, et partant les plus chers, elle défendait expressément à ses domestiques de renvoyer nul des nécessiteux qui viendraient en demander." Et, lors des grandes misères de la guerre de Trente Ans, alors qu’elle s’était réfugiée à Stenay, "rencontrant souvent de pauvres laboureurs, attelés comme des bêtes pour tirer la charrue, elle leur faisait distribuer tout ce qu’elle avait de provisions dans son carrosse, y ajoutant quelque petit mot de consolation" … Ou bien, comme "les paysans mouraient alors de faim et qu’ils étaient contraints de fouir la terre pour en tirer les racines et s’en rassasier", elle partait les secourir, affligée par "cette épouvantable misère,… de sorte qu’on la voyait sortir de la ville dans un carrosse si entassé de blé que bien souvent il se brisait."
- Sa sollicitude

Dans la détresse générale, Madame de Livron resta toujours attentive au sort des plus vulnérables, se préoccupant constamment de leur condition. "Lorsque le temps était le plus malheureux pour elle," elle accueillit et recueillit "4 religieuses étrangères qui n’avaient pas moyen de subsister dans leur cloître," entretint "plusieurs prêtres," sans ressources "à cause de la guerre, [qui] trouvèrent chez elle tout ce qu’ils eurent besoin" …et défendit les plus démunis de ceux qui dépendaient d’elle : "On vint lui dire un jour que l’on avait arrêté quelques paysans de ses terres pour le paiement des quartiers d’hiver : c’était au milieu des plus grands troubles et qu’elle n’avait pas une pièce d’argent en sa Maison. Elle emprunta en son propre nom les sommes nécessaires pour mettre ces bonnes gens en liberté, monte à l’heure même en carrosse et fait 14 lieues [56 km] et les va demander au commandant : ainsi elle les tira de prison et empêcha leur totale ruïne ; ce qu’elle a réitéré en d’autres occasions," ne se lassant jamais de prodiguer ses soins et de venir en aide.
- Nourritures terrestres et célestes

"Elle était persuadée que l’abondance et la disette sont également pernicieuses et que les personnes consacrées à Dieu ne sont pas exemptes des besoins du corps quoiqu'elles ne doivent pas les rechercher avec l’empressement des séculiers." Aussi mangeait-elle simplement et frugalement, "ne voulant pas être distinguée touchant à la nourriture" qu’elle partageait, dans son logis abbatial, avec les pauvres et les misérables venus frapper à la porte de l’abbaye. "Bien souvent elle les faisait manger auprès d’elle et même dans sa propre écuelle et boire dans sa coupe, sans faire réflexion qu’ils étaient malades et maussades… puisqu'elle se faisait un fort grand honneur de servir le fils de Dieu en ses membres."
- Ataraxie ?

À force d’exercices de méditation où elle demeurait "toute abîmée et toute anéantie," elle était parvenue à un grand calme, qui confinait à l’ataraxie, tant elle était impassible et imperturbable. Pendant les guerres, "tantôt on venait lui dire que les soldats avaient enlevé tous ses troupeaux et qu’ils avaient mis le feu à ses granges. Un autre accourait pour l’avertir qu’ils ruinaient toute la campagne et qu’elle n’aurait pas de pain pour sa nourriture. Elle écoutait tous ces messages sans trouble." À l’annonce des pires catastrophes, elle restait stoïque, "sans faire paraître de surprise ni de mécontentement." Par ailleurs, chaque fois qu’on lui fit des injures, "elle les souffrit sans émotion."
- Talents politiques et diplomatiques

Enfin, dans la conflagration générale qui embrasait le pays, elle se comporta toujours avec une extraordinaire habileté, ayant un sens inné de la diplomatie, pour épargner son abbaye ("Cette Dame adroite et vigilante, se voyant au milieu de tant de nations différentes, de Français, d'Espagnols, de Lorrains, d'Allemands, elle prit un soin exact d'avoir par écrit quantité de sauvegardes pour sa Maison : elle en obtint de la reine régente,…du roi,…ce triomphant monarque, des princes de Condé, de Soissons, de Lorraine, des chefs d’armée de toutes les nations, de tous les gouverneurs et commandants des places voisines."), si bien que les capitaines des armées, qui ravageaient la Lorraine, utilisèrent ses talents et sa neutralité dans les conflits pour négocier la libération d’otages ou de prisonniers.
- Modestie

Peut-être, "au printemps de son âge, applaudie généralement de tout le monde, et voyant l’heureux succès de ses entreprises, elle eut quelque atteinte de cette veine complaisance" qui fait que l’on se réjouit de ses "vertus" et que l’on se glorifie de ses succès ? Mais rapidement, elle comprit la futilité de la vaine gloire, n’éprouvant que mépris pour une vie "infectée au-dedans d’orgueil et d’hypocrisie". Dès lors, "elle n’eut jamais d’yeux pour regarder les bonnes qualités que Dieu avait mises en elle" et elle ne pouvait plus "souffrir les louanges qu’avec une sainte colère," reprenant quiconque la complimentait sur "ses bonnes œuvres" ou sur les "grandes actions qu'elle avait faites" et ne s’en attribuant point la gloire. "Le cardinal Mazarin lui dit un jour que la renommée, qui est ordinairement flatteuse, était injuste sur son sujet, et qu’il avait reconnu en sa personne un mérite bien plus éclatant qu’on ne lui avait représenté : bien loin de s’enfler d’un éloge prononcé par la bouche d’un homme de ce rang, elle en rougit de confusion."
- Une fin édifiante

Madame de Juvigny termina son existence "par de longues et fâcheuses maladies, principalement les 3 dernières années [de sa vie] qu’elle fut attaquée d’hidropisie…Elle se vit assujettie aux remèdes qu’elle haïssait naturellement et qu’elle prenait néanmoins," supportant "tous ses maux avec une douceur et une paix qui édifia beaucoup sa communauté… Quand les médecins lui apprirent que leur art n’avait plus rien qui la pût soulager et qu’il fallait mourir, elle ne changea point de couleur, elle ne se troubla point… Il y a des personnes qui vivent sur la terre comme si elles ne devaient jamais mourir,"… mais Madame de Livron avait "la pensée de la mort si familière que, quand elle parut en effet, elle n’en eut point de frayeur… Le huitième de Juin 1662, auquel écheut cette année-là la fête du très Saint-Sacrement de l’Autel, et qui est à Juvigny l’anniversaire de la translation des reliques de sainte Scholastique, marqué pour faire la rénovation solennelle des vœux de la communauté, la bonne abbesse renouvela les siens en présence de la divine eucharistie, qu’elle reçut ensuite avec des sentiments si pleins d’ardeur et de piété, que tout le monde fondait en larmes de dévotion. Elle passa tout le reste du jour dans un profond recueillement." Le lendemain, munie des sacrements de l’Église, elle bénit une dernière fois ses filles et, un moment après, elle expira.
- Bilan d'une vie

Faut-il faire un rapide bilan de son gouvernement ? Non seulement, « nonobstant les 25 années de guerre qui ruinèrent presque toutes les rentes et les revenus de l’abbaye de Juvigny, elle l’a laissée sans dettes considérables, et le village aussi », mais, mieux encore, « elle a augmenté le revenu du monastère bien plus que de la moitié. Elle a acquis 8 fermes considérables au profit de l’abbaye. Elle a gagné et terminé plusieurs procès d’importance. » Enfin « tous ceux qui ont vu la beauté, l’étendue et le bel ordre tant des bâtiments de Juvigny que de l’Observance qui s’y pratique, assurent qu’on ne peut donner d’assez grands éloges à la réparatrice de cette Maison."
- Épitaphe

Dans la nef de l'église abbatiale, près de la grande grille du chœur, une seconde épitaphe, en marbre noir et lettres d’or, résume sa vie : « Ici repose après sa mort celle qui a tant travaillé pendant sa vie, Madame Scholastique Gabrielle de Livron Bourbonne, la dernière des abbesses non réformées & la première des réformées de Juvigny, Qui a meublé, orné & enrichi cette église, Qui a posé la première & la dernière pierre de tout ce monastère, Qui l’a meublé, peuplé, réformé & gouverné l’espace de cinquante-quatre ans avec une prudence qu’elle seule n’a pas admirée, Qui a avancé le spirituel par les statuts & constitutions qu’elle a dressées avec sagesse, observées avec piété & fait observer avec zèle, Qui a conservé le temporel pendant vingt-six ans de guerre au milieu des armées amies & ennemies, & l’a augmenté pendant la paix avec un soin & un travail infatigable. Âgée de soixante & seize ans elle acheva son travail & commença son repos le neuvième de Juin 1662.»
- Les avocats du diable

Toute sa vie, cette parfaite abbesse " ne laissa pas pourtant d’être attaquée par de mauvaises langues !" On disait "que c’était une Française qui ruinait en procès tout le voisinage !" Et, en effet, les seigneurs des environs, qui essayaient d’accaparer les terres de l’abbaye, étaient en perpétuel conflit avec elle et, naturellement, les plus acharnés étaient les plus voisins ! Réclamait-elle de l’argent qu’elle avait prêté ? "On se récriait contre elle, on troublait son repos, on la calomniait, on la payait d’injures et d’ingratitudes." On attaquait sa réputation, en insinuant "qu’elle n’était pas si sage qu’on le publiait et qu’elle avait des amis, comme les autres, qui n’avaient point sujet de se plaindre de sa trop grande sévérité." Voulait-elle réformer une abbaye en décadence ? C’était des scandales, des cabales, des procès de la part de filles révoltées et de leurs influentes familles, remuant ban et arrière-ban !... En d’autres circonstances, "sa réputation fut noircie" et "victime de mensonges et d’impostures" de médisances et de calomnies, "on lui fit des menaces et l’on en vint aux mains, on lui jeta des pierres jusques dans sa chambre." Plusieurs fois, pour de méchants différends, en temps de paix ou pendant les troubles, des gentilshommes, l’épée tirée, ou le pistolet à la main, l’ont menacée ou firent feu sur elle ! Ainsi, par miracle, échappa-t-elle à plusieurs attentats et tentatives d’assassinat… et, pendant les guerres, à la fureur de certains capitaines qui la menacèrent même de brûler son monastère… ou qui, dans leur ressentiment envers elle, envoyèrent  "des troupes des soldats rompre les portes, et les grilles de la clôture, n’épargnant pas celles du chœur et des confessionnaux. Puis ces démons incarnés pillèrent tout ce qu’ils trouvèrent." Une autre fois, il arriva même que des « soldats ayant brûlé les portes de la basse-cour », leur fureur cessa brusquement et inexplicablement ! Pour les religieuses, c’est alors un vrai miracle car « il est certain que l’abbaye a été délivrée des embrasements qui la devaient entièrement consumer ! » Pourtant, face à tous ses détracteurs, qui persiflaient, et au milieu des périls et des dangers extrêmes, Madame de Livron témoigna toujours de « constance… dans la mauvaise fortune, sans altération, sans abattement, sans chagrin, mais toujours égale à elle-même. »
- Ombres et lumières

Sous l’abbatiat de Madame de Livron, il semble que le village de Juvigny ait connu les plus riches heures de son histoire, aussi bien avec les chantiers de maçons qui bâtissaient (1608-1635) qu'au milieu des défilés de régiments qui déferlaient (1635-1662). Les villageois, dans les années de paix, découvrent d’abord une jeune abbesse idéaliste, assez intransigeante, qui s’impose avec énergie, rénove avec passion et prône un retour aux grandes valeurs des vertus austères. Puis ils ont vécu, au milieu des troubles et des inquiétudes, sous la protection d’une femme influente, rassurante et généreuse.
Si, sous son gouvernement, l’abbesse étant haute justicière en sa seigneurie, avec droits régaliens, ses officiers, les prévôts, ont -hélas !- prononcé 3 sentences de mort (4 novembre 1619 ; 18 avril 1627 ; 31 juillet 1627) sur les 14 exécutions arrêtées entre 1573 et 1671 (barbarie admise dans les mœurs de son siècle),… Madame de Livron s’est surtout signalée par ses actions désintéressées et par des préoccupations très en avance sur son temps. Elle décida de l’admission libre (sans contrainte) et gratuite (sans dot) pour les postulantes désirant devenir moniales en son abbaye. Elle accepta, dans ses écoles ouvertes aux filles de la noblesse régionale, 5 ou 6 élèves, instruites et prises en pension gracieusement. Elle dispensa libéralement soins et remèdes aux malades et aux indigents venus frapper à la porte de son hôpital. S’improvisant banquière, « notre sainte abbesse s’incommodait quelques fois pour soulager des personnes qu’elle voyait en nécessité : elle leur prêtait de l’argent », sans intérêts ni contrepartie. Elle usa de son crédit et paya de sa personne pour soulager les pauvres ou « descendre dans les cachots, en retirer les prisonniers et fournir leur subsistance. » Enfin, « elle était très fidèle amie, généreuse, obligeante et qui ne se lassait jamais de rendre de bons offices à ses amis » et, à ses ennemis et agresseurs, elle pardonna toujours.
- Ses funérailles

Bien que Madame de Livron ait demandé à être inhumée simplement, et, qu’au moment de mourir, elle ait renouvelé « la prière qu’elle avait déjà faite plusieurs fois, qu’on l’enterrât sans nulle singularité,… son enterrement fut aussi solennel que [possible]. » Et, comme il était d’usage, la prieure envoya un sergent inviter maires, gens de justice et curés à prendre leurs dispositions dans toutes les localités dépendant de l’abbaye : pendant 3 jours et 3 nuits, le glas retentissait, aux heures fixées, dans la paroisse de Juvigny et dans les villages qui relevaient du monastère. Et, pendant un an, sur place, en signe de deuil, la grande porte de la basse-cour était tendue d’un drap noir portant les armoiries de l’abbesse, avec date de son décès. « Aussitôt que cette nouvelle fut divulguée, tous les ecclésiastiques du voisinage s’assemblèrent pour… célébrer le saint sacrifice de la messe pour le repos de son âme ; ce qu’ils continuèrent à tous les services que l’on fit en l’église de l’abbaye. Tous les curés en célébrèrent dans leurs paroisses, et ceux de Stenay et de Jamets y ajoutèrent des oraisons funèbres, où assistèrent Messieurs les gouverneurs et une grande multitude de peuple. »
Ce qui se répéta "encore à Juvigny le jour du Quarantin. Monsieur l’évêque d’Azot, suffragant de Trèves, y officia pontificalement, assisté de Monsieur l’abbé de Châtillon, du révérend père prieur de Mouzon, qui prononça le discours funèbre, du révérend père Macaire et d’autres. Toutes les personnes de condition de 7 lieues alentour s’y trouvèrent. L’église et le chœur des religieuses fut tendu de noir et éclairé de quantité de flambeaux. La chapelle ardente était dessus la représentation [effigie de l’abbesse défunte] : et on peut assurer que Madame sa nièce n’oublia rien pour contribuer à cette pompe."
"Ce qu’elle réitéra de la même sorte au jour de l’anniversaire. Le révérend père François Matthieu, célèbre prédicateur de la Compagnie de Jésus, fit cette seconde oraison funèbre, avec l’applaudissement de toute son audience. Cette pièce a été donnée au public et tout le monde peut avoir la satisfaction d’en faire la lecture." Et, dans l’abbaye, les religieuses établirent à sa mémoire un service annuel perpétuel, cette célébration marquant ainsi leur reconnaissance envers la défunte qu’elles considérèrent toujours comme morte en odeur de sainteté.
- Reste son souvenir...

Écrits par Madame de Blémur, aussitôt après la mort de Madame de Livron-Bourbonne, les Mémoires (rédigés d’après le témoignage de Madame Catherine de Livron, « qui a succédé à Madame sa tante », et « d’après la déposition de Mesdames ses religieuses » qui ne tarissent pas d’éloges) sont une suite de litanies, déclinant les vertus de la défunte, dans tous les registres : « notre abbesse…la bonne abbesse…notre vertueuse abbesse…la généreuse abbesse…notre vigilante abbesse…notre sage abbesse…notre sainte abbesse…la dévote abbesse…cette admirable abbesse…notre excellente abbesse…cette incomparable fille…cette tendre Mère…une si digne Mère…cette Mère si charitable. » Et c’est d’abord aux 17e et 18e siècles, en son abbaye, que s’est conservé son souvenir. Après la Révolution et la dispersion des moniales, ce sont les Frères de la doctrine chrétienne, installés (de 1858 à 1903) sur les ruines du monastère, au pensionnat de Juvigny, qui entretiennent la mémoire et la légende de cette grande abbesse et de son œuvre, par leurs bulletins et leur musée, collectant dons et témoignages, réunissant nombre d’objets et de souvenirs, proposant plans et maquettes… Enfin, en 1974, les fêtes du onzième centenaire de la fondation de l’abbaye ravivent, évoquent et font revivre, par des cérémonies et manifestations et lors d’un montage audio-visuel proposé par Dominique Henriot-Walzer, toute l’histoire de l’abbaye et de la plus célèbre de ses abbesses.